# Koenen-Schneeglöckchen
Das Koenen-Schneeglöckchen (Galanthus koenenianus) ist eine Pflanzenart aus der Gattung der Schneeglöckchen (Galanthus) in der Familie der Amaryllisgewächse (Amaryllidaceae). Sie wurde erst im Jahre 1988 entdeckt.

## Merkmale
Das Koenen-Schneeglöckchen ist eine ausdauernde krautige Pflanze, die Wuchshöhen von 5 bis 7 Zentimeter erreicht. Dieser Geophyt bildet eine Zwiebel als Überdauerungsorgan aus. Die Laubblätter sind vor der Entfaltung eingerollt und messen zur Blütezeit 2,5 × 0,5 Zentimeter, später 22,8 × 1,2 Zentimeter. Sie sind aufrecht und verkehrteilanzettlich. Die Blattunterseite weist 10 bis 12 tiefe Längsfurchen auf. 
Die inneren Blütenhüllblätter messen 0,7 bis 0,8 × 0,4 bis 0,5 Zentimeter. Auf ihrer Innenseite befindet sich ein bis zum Grund ausgedehnter Fleck, zusätzlich ist oft außen am Grund ein sehr schwach gelber oder hellgrüner Fleck vorhanden. Die äußeren Blütenhüllblätter messen 1,5 bis 1,7 × 0,6 bis 0,8 Zentimeter.
Die Blütezeit reicht von Februar bis März.

## Vorkommen
Das Koenen-Schneeglöckchen kommt in der Nordost-Türkei am Nordhang des Pontus-Gebirges in Buchen-Fichten-Ahorn-Mischwälder in Höhenlagen um 1550 Meter vor.

## Nutzung
Das Koenen-Schneeglöckchen wird selten als Zierpflanze unter Bäumen und Sträuchern gepflanzt.

## Belege
- Eckehart J. Jäger, Friedrich Ebel, Peter Hanelt, Gerd K. Müller (Hrsg.): Rothmaler Exkursionsflora von Deutschland. Band 5: Krautige Zier- und Nutzpflanzen. Spektrum Akademischer Verlag, Berlin Heidelberg 2008, ISBN 978-3-8274-0918-8.